# رود کلن
رود کلن (به انگلیسی: River Colne) رودی است که از شهر کولچستر در اسکس انگلستان می‌گذرد و به دریای شمال می‌ریزد.